# Hradiště Dänemark
Hradiště Dänemark je pravěké hradiště poblíž jižního okraje města Kutná Hora. Nachází se na území městské části Žižkov nad levým břehem říčky Vrchlice nad mlýnem Dänemark západně od Poličan. Z opevnění hradiště se dochovaly terénní relikty v podobě valů a příkopů. Zeď z pozdní doby kamenné doložená na akropoli je nejstarší známou stavbou z lícovaného zdiva na území Čech. Hradiště je od roku 1987 chráněno jako kulturní památka. Hradiště je nazýváno podle nedalekého mlýna Dänemark, který dostal své označení podle toho, že v blízké štole pracovali Dánové.

## Historie
Hradiště bylo postaveno už ve středním eneolitu příslušníky řivnáčské kultury. Archeologický výzkum hradiště prováděli v osmdesátých letech dvacátého století Milan Zápotocký a Marie Zápotocká. Kromě velkého množství nálezů z období řivnáčské kultury nalezli také malé množství keramických zlomků únětické a štítarské kultury z doby bronzové.

## Stavební podoba
Akropole hradiště se nachází na úzké ostrožně s rozměry 60 × 20 metrů chráněné ze tří stran strmými svahy. Na akropoli na severní přístupné straně navazovalo předhradí s mohutným opevněním. Archeologický výzkum prokázal, že opevnění předhradí i akropole bylo vybudováno ve dvou stavebních fázích. Osídlen byl také vnější prostor mimo předhradí, kde byla kromě několik středověkých jam odkryta kamenářská dílna řivnáčské kultury.

### Opevnění
Starší stavební fázi fortifikace předhradí tvořila jednoduchá palisáda. Podobně byla opevněna také akropole oddělená vnitřním příkopem. Vstup z předhradí vedl bránou tvořenou dvojicí šest metrů dlouhých kůlových stěn postavených kolmo na průběh palisády. Druhý vstup představovala branka vzniklá přerušením palisády tak, že oba konce se v úseku dvou metrů překrývaly a vytvářely tak asi jeden metr širokou vstupní uličku.
V mladší stavební fázi bylo opevnění výrazně zesíleno. Předhradí zajistila trojice příkopů vedených v pravidelných, přibližně pětimetrových rozestupech. První příkop byl vyhlouben ve sprašovém podloží. Přechod přes něj umožňoval vstupní nevyhloubený pruh podloží mezi dvěma rameny příkopu. Za příkopem se nacházela berma s hradbou tvořenou skládanými lícovanými kameny a hlinitopísečným násypem. Materiál na stavbu čelního valu byl získán vyhloubením druhého příkopu, který částečně zasahuje až do skalního podloží. Šířka příkopu se pohybuje od pěti do šesti metrů. Přechod nejspíše umožňoval dřevěný most postavený v místě zúžení příkopu. Za středním příkopem stávala hradba, která se po zániku hradiště zřítila a příkop zasypala. Valovité torzo hradby s destruovanou čelní kamennou zdí bylo odkryto na severovýchodním svahu. Třetí příkop byl celý vyhlouben ve svorové skále. V horní části šířka příkopu dosahovala 4–5 metrů, zatímco u dna se pohybovala od 2,2 do 2,6 metru. Jeho překonání, podobně jako u vnějšího příkopu, umožňoval přechodový blok. Také třetí příkop byl zasypán hradbou stojící původně za ním.
Akropoli ve stejné době chránila hradba postavená z různě velkých kamenů prosypávaných hlínou. V některé pozdější fázi byla akropole navíc rozdělena od západu k východu ohrazením ze dvou řad palisády oddělených kolmo stojícími kameny.

### Sídlištní objekty

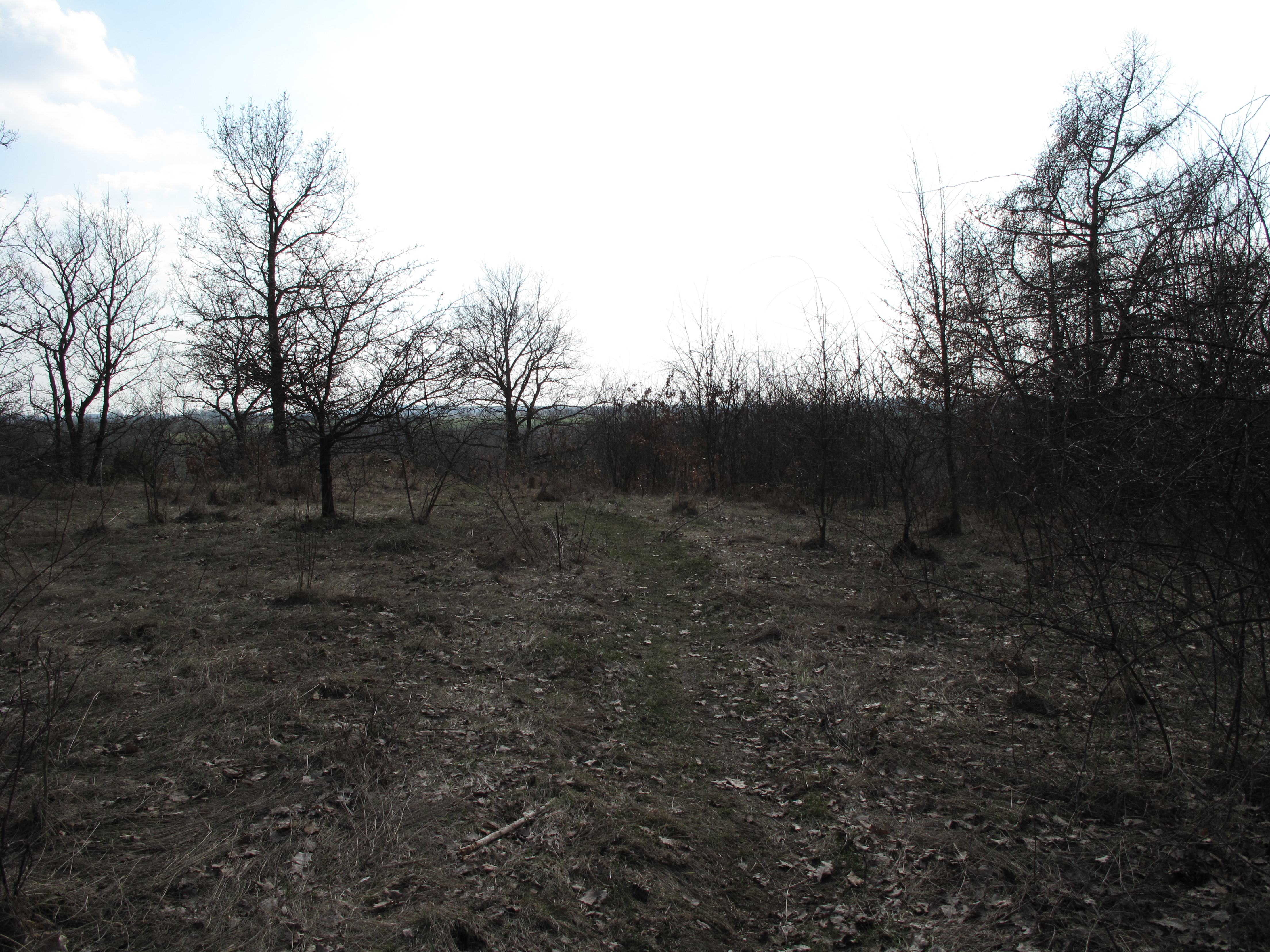
Prostor hradiště

V prostoru předhradí i akropole byla prozkoumána řada zahloubených a nadzemních objektů z různých časových fází. Například u středního příkopu byly odkryty dvě kůlové chaty postavené v jedné pravoúhlé polozemnici. Jedna z chat měla rozměry 4 × 5 metrů a prostor rozdělený vnitřní přepážkou. Ve východní části chaty stávala pec se čtvercovým půdorysem. Také vnější příkop překryl dvě starší polozemnice a vznikl jejich propojením a úpravou úrovně podlah.
Jiná polozemnice v předhradí byla zapuštěna do hloubky jednoho metru. Nadzemní část tvořily silné rohové kůly, spojené tenčími kůly v linii stěn. Také tuto zemnici dělila vnitřní příčka na dvě místnosti. V severovýchodním rohu se nacházela pec.
Na akropoli se nacházel ve skále zahloubený objekt, jehož dno nebylo zachyceno ani v hloubce tří metrů a který mohl sloužit jako cisterna. Ve skále byla vytesána také sila hluboká až 180 centimetrů. Sdružovala se do dvojic a trojic. V jižním čele akropole byly zjištěny tři rozměrné pravoúhlé objekty. Pocházejí z mladší fáze řivnáčského osídlení a byly od zbytku akropole oddělené vnitřní palisádou.
Středověkého původu je stavební komplex založený na eneolitickém valu a vnitřním příkopu. Tvoří ho příkopovitý objekt, hlinito-kamenitá hráz na koruně valu a destrukce kamenné zdi. Stavba (pravděpodobně náhon) nejspíše souvisí s některým dolem v okolí kostela Nejsvětější Trojice.

### Archeologické nálezy
V zásypu středního příkopu bylo nalezeno velké množství řivnáčské keramiky včetně dvou antropomorfních plastik. Z jedné vnějším příkopem překrytých chat pochází nález pazourkové sekery dovezené z polského naleziště Krzemionki. Na akropoli bylo jen v roce 1984 prozkoumáno 26 objektů, ze kterých archeologové získali asi třicet kilogramů keramiky, kostí, štípané a broušené industrie, mazanice a jiných vzorků. Mezi ně patřil také nález měděné drátěné spirálky. K měděným nálezům patřila také sekera nalezená v roce 1985.